# Corsair International
Corsair International – francuska linia lotnicza z siedzibą w Rungis. Została założona w 1981 przez korsykańską rodzinę Rossi. Pierwotnie działała pod nazwą Corse Air International. 

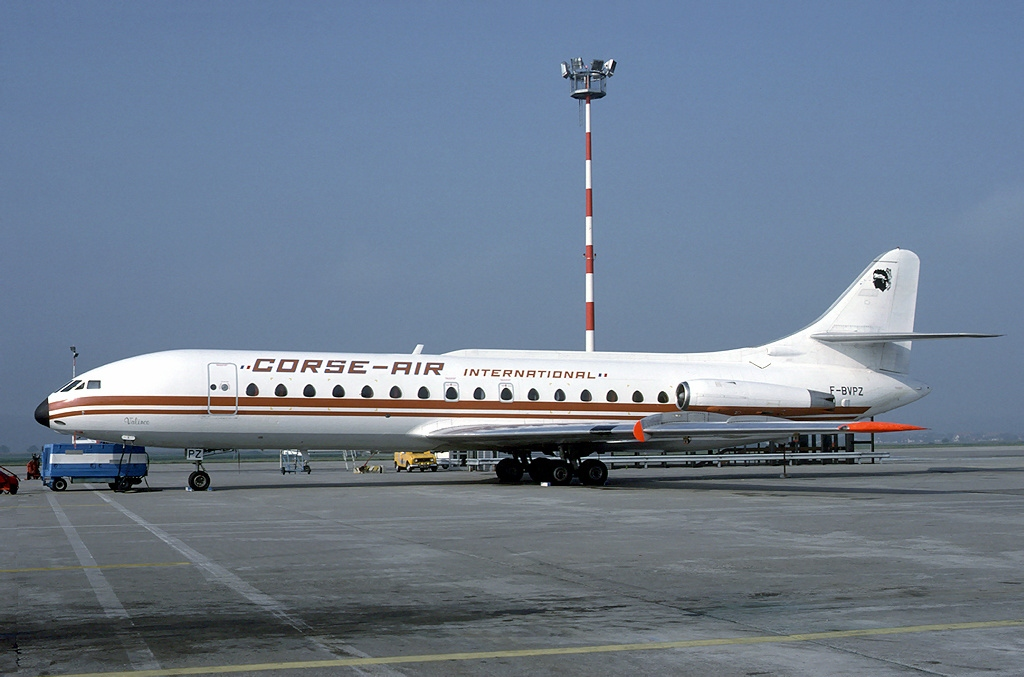
Samolot przewoźnika w malowaniu z 1986

W 1990 linia została kupiona przez grupę turystyczną Nouvelles Frontières i przemianowana na Corsair. W 2005 obie firmy przejął największy na świecie touroperator – niemiecki TUI. W marcu 2019 TUI sprzedał 53% udziałów niemieckiej firmie inwestycyjnej Intro Aviation, pozostawiając sobie mniejszościowe 27% udziały. 
W grudniu 2024 Corsair jako pierwsza francuska linia lotnicza zaczęła akceptować płatności w kryptowalutach. 

## Kierunki lotów
Przewoźnik oferuje bezpośrednie połączenia do 14 portów lotniczych łącząc Francję kontynentalną z Afryką i francuskimi terytoriami zamorskimi.

## Flota
Według stanu na grudzień 2024 flota Corsair International składała się z 10 samolotów o średnim wieku 4,3 lat:
| Samolot         | Samolot | Samolot   | Liczba miejsc | Liczba miejsc | Liczba miejsc | Liczba miejsc | Uwagi |
| Model           | Aktywne | Zamówione | B             | P             | E             | Łącznie       | Uwagi |
| --------------- | ------- | --------- | ------------- | ------------- | ------------- | ------------- | ----- |
| Airbus A330-300 | 2       | -         | 12            | 12            | 328           | 352           |       |
| Airbus A330-900 | 8       | 1         | 20            | 21            | 311           | 352           |       |
| Łącznie         | 10      | 1         |               |               |               |               |       |